# 1678
Portal Geschichte | Portal Biografien | Aktuelle Ereignisse | Jahreskalender | Tagesartikel

◄ |
16. Jahrhundert |
17. Jahrhundert
| 18. Jahrhundert | ►

◄ |
1640er |
1650er |
1660er |
1670er
| 1680er | 1690er | 1700er | ►

◄◄ |
◄ |
1674 |
1675 |
1676 |
1677 |
1678
| 1679 | 1680 | 1681 | 1682 | ► | ►►
Staatsoberhäupter  · Nekrolog   · Musikjahr
| Januar | Januar | Januar | Januar | Januar | Januar | Januar | Januar |
| Kw     | Mo     | Di     | Mi     | Do     | Fr     | Sa     | So     |
| ------ | ------ | ------ | ------ | ------ | ------ | ------ | ------ |
| 52     |        |        |        |        |        | 1      | 2      |
| 1      | 3      | 4      | 5      | 6      | 7      | 8      | 9      |
| 2      | 10     | 11     | 12     | 13     | 14     | 15     | 16     |
| 3      | 17     | 18     | 19     | 20     | 21     | 22     | 23     |
| 4      | 24     | 25     | 26     | 27     | 28     | 29     | 30     |
| 5      | 31     |        |        |        |        |        |        |

| Februar | Februar | Februar | Februar | Februar | Februar | Februar | Februar |
| Kw      | Mo      | Di      | Mi      | Do      | Fr      | Sa      | So      |
| ------- | ------- | ------- | ------- | ------- | ------- | ------- | ------- |
| 5       |         | 1       | 2       | 3       | 4       | 5       | 6       |
| 6       | 7       | 8       | 9       | 10      | 11      | 12      | 13      |
| 7       | 14      | 15      | 16      | 17      | 18      | 19      | 20      |
| 8       | 21      | 22      | 23      | 24      | 25      | 26      | 27      |
| 9       | 28      |         |         |         |         |         |         |

| März | März | März | März | März | März | März | März |
| Kw   | Mo   | Di   | Mi   | Do   | Fr   | Sa   | So   |
| ---- | ---- | ---- | ---- | ---- | ---- | ---- | ---- |
| 9    |      | 1    | 2    | 3    | 4    | 5    | 6    |
| 10   | 7    | 8    | 9    | 10   | 11   | 12   | 13   |
| 11   | 14   | 15   | 16   | 17   | 18   | 19   | 20   |
| 12   | 21   | 22   | 23   | 24   | 25   | 26   | 27   |
| 13   | 28   | 29   | 30   | 31   |      |      |      |

| April | April | April | April | April | April | April | April |
| Kw    | Mo    | Di    | Mi    | Do    | Fr    | Sa    | So    |
| ----- | ----- | ----- | ----- | ----- | ----- | ----- | ----- |
| 13    |       |       |       |       | 1     | 2     | 3     |
| 14    | 4     | 5     | 6     | 7     | 8     | 9     | 10    |
| 15    | 11    | 12    | 13    | 14    | 15    | 16    | 17    |
| 16    | 18    | 19    | 20    | 21    | 22    | 23    | 24    |
| 17    | 25    | 26    | 27    | 28    | 29    | 30    |       |

| Mai | Mai | Mai | Mai | Mai | Mai | Mai | Mai |
| Kw  | Mo  | Di  | Mi  | Do  | Fr  | Sa  | So  |
| --- | --- | --- | --- | --- | --- | --- | --- |
| 17  |     |     |     |     |     |     | 1   |
| 18  | 2   | 3   | 4   | 5   | 6   | 7   | 8   |
| 19  | 9   | 10  | 11  | 12  | 13  | 14  | 15  |
| 20  | 16  | 17  | 18  | 19  | 20  | 21  | 22  |
| 21  | 23  | 24  | 25  | 26  | 27  | 28  | 29  |
| 22  | 30  | 31  |     |     |     |     |     |

| Juni | Juni | Juni | Juni | Juni | Juni | Juni | Juni |
| Kw   | Mo   | Di   | Mi   | Do   | Fr   | Sa   | So   |
| ---- | ---- | ---- | ---- | ---- | ---- | ---- | ---- |
| 22   |      |      | 1    | 2    | 3    | 4    | 5    |
| 23   | 6    | 7    | 8    | 9    | 10   | 11   | 12   |
| 24   | 13   | 14   | 15   | 16   | 17   | 18   | 19   |
| 25   | 20   | 21   | 22   | 23   | 24   | 25   | 26   |
| 26   | 27   | 28   | 29   | 30   |      |      |      |

| Juli | Juli | Juli | Juli | Juli | Juli | Juli | Juli |
| Kw   | Mo   | Di   | Mi   | Do   | Fr   | Sa   | So   |
| ---- | ---- | ---- | ---- | ---- | ---- | ---- | ---- |
| 26   |      |      |      |      | 1    | 2    | 3    |
| 27   | 4    | 5    | 6    | 7    | 8    | 9    | 10   |
| 28   | 11   | 12   | 13   | 14   | 15   | 16   | 17   |
| 29   | 18   | 19   | 20   | 21   | 22   | 23   | 24   |
| 30   | 25   | 26   | 27   | 28   | 29   | 30   | 31   |

| August | August | August | August | August | August | August | August |
| Kw     | Mo     | Di     | Mi     | Do     | Fr     | Sa     | So     |
| ------ | ------ | ------ | ------ | ------ | ------ | ------ | ------ |
| 31     | 1      | 2      | 3      | 4      | 5      | 6      | 7      |
| 32     | 8      | 9      | 10     | 11     | 12     | 13     | 14     |
| 33     | 15     | 16     | 17     | 18     | 19     | 20     | 21     |
| 34     | 22     | 23     | 24     | 25     | 26     | 27     | 28     |
| 35     | 29     | 30     | 31     |        |        |        |        |

| September | September | September | September | September | September | September | September |
| Kw        | Mo        | Di        | Mi        | Do        | Fr        | Sa        | So        |
| --------- | --------- | --------- | --------- | --------- | --------- | --------- | --------- |
| 35        |           |           |           | 1         | 2         | 3         | 4         |
| 36        | 5         | 6         | 7         | 8         | 9         | 10        | 11        |
| 37        | 12        | 13        | 14        | 15        | 16        | 17        | 18        |
| 38        | 19        | 20        | 21        | 22        | 23        | 24        | 25        |
| 39        | 26        | 27        | 28        | 29        | 30        |           |           |

| Oktober | Oktober | Oktober | Oktober | Oktober | Oktober | Oktober | Oktober |
| Kw      | Mo      | Di      | Mi      | Do      | Fr      | Sa      | So      |
| ------- | ------- | ------- | ------- | ------- | ------- | ------- | ------- |
| 39      |         |         |         |         |         | 1       | 2       |
| 40      | 3       | 4       | 5       | 6       | 7       | 8       | 9       |
| 41      | 10      | 11      | 12      | 13      | 14      | 15      | 16      |
| 42      | 17      | 18      | 19      | 20      | 21      | 22      | 23      |
| 43      | 24      | 25      | 26      | 27      | 28      | 29      | 30      |
| 44      | 31      |         |         |         |         |         |         |

| November | November | November | November | November | November | November | November |
| Kw       | Mo       | Di       | Mi       | Do       | Fr       | Sa       | So       |
| -------- | -------- | -------- | -------- | -------- | -------- | -------- | -------- |
| 44       |          | 1        | 2        | 3        | 4        | 5        | 6        |
| 45       | 7        | 8        | 9        | 10       | 11       | 12       | 13       |
| 46       | 14       | 15       | 16       | 17       | 18       | 19       | 20       |
| 47       | 21       | 22       | 23       | 24       | 25       | 26       | 27       |
| 48       | 28       | 29       | 30       |          |          |          |          |

| Dezember | Dezember | Dezember | Dezember | Dezember | Dezember | Dezember | Dezember |
| Kw       | Mo       | Di       | Mi       | Do       | Fr       | Sa       | So       |
| -------- | -------- | -------- | -------- | -------- | -------- | -------- | -------- |
| 48       |          |          |          | 1        | 2        | 3        | 4        |
| 49       | 5        | 6        | 7        | 8        | 9        | 10       | 11       |
| 50       | 12       | 13       | 14       | 15       | 16       | 17       | 18       |
| 51       | 19       | 20       | 21       | 22       | 23       | 24       | 25       |
| 52       | 26       | 27       | 28       | 29       | 30       | 31       |          |

| Januar | Januar | Januar | Januar | Januar | Januar | Januar | Januar |
| Kw     | Mo     | Di     | Mi     | Do     | Fr     | Sa     | So     |
| ------ | ------ | ------ | ------ | ------ | ------ | ------ | ------ |
| 52     |        |        |        |        |        | 1      | 2      |
| 1      | 3      | 4      | 5      | 6      | 7      | 8      | 9      |
| 2      | 10     | 11     | 12     | 13     | 14     | 15     | 16     |
| 3      | 17     | 18     | 19     | 20     | 21     | 22     | 23     |
| 4      | 24     | 25     | 26     | 27     | 28     | 29     | 30     |
| 5      | 31     |        |        |        |        |        |        |

| Februar | Februar | Februar | Februar | Februar | Februar | Februar | Februar |
| Kw      | Mo      | Di      | Mi      | Do      | Fr      | Sa      | So      |
| ------- | ------- | ------- | ------- | ------- | ------- | ------- | ------- |
| 5       |         | 1       | 2       | 3       | 4       | 5       | 6       |
| 6       | 7       | 8       | 9       | 10      | 11      | 12      | 13      |
| 7       | 14      | 15      | 16      | 17      | 18      | 19      | 20      |
| 8       | 21      | 22      | 23      | 24      | 25      | 26      | 27      |
| 9       | 28      |         |         |         |         |         |         |

| März | März | März | März | März | März | März | März |
| Kw   | Mo   | Di   | Mi   | Do   | Fr   | Sa   | So   |
| ---- | ---- | ---- | ---- | ---- | ---- | ---- | ---- |
| 9    |      | 1    | 2    | 3    | 4    | 5    | 6    |
| 10   | 7    | 8    | 9    | 10   | 11   | 12   | 13   |
| 11   | 14   | 15   | 16   | 17   | 18   | 19   | 20   |
| 12   | 21   | 22   | 23   | 24   | 25   | 26   | 27   |
| 13   | 28   | 29   | 30   | 31   |      |      |      |

| April | April | April | April | April | April | April | April |
| Kw    | Mo    | Di    | Mi    | Do    | Fr    | Sa    | So    |
| ----- | ----- | ----- | ----- | ----- | ----- | ----- | ----- |
| 13    |       |       |       |       | 1     | 2     | 3     |
| 14    | 4     | 5     | 6     | 7     | 8     | 9     | 10    |
| 15    | 11    | 12    | 13    | 14    | 15    | 16    | 17    |
| 16    | 18    | 19    | 20    | 21    | 22    | 23    | 24    |
| 17    | 25    | 26    | 27    | 28    | 29    | 30    |       |

| Mai | Mai | Mai | Mai | Mai | Mai | Mai | Mai |
| Kw  | Mo  | Di  | Mi  | Do  | Fr  | Sa  | So  |
| --- | --- | --- | --- | --- | --- | --- | --- |
| 17  |     |     |     |     |     |     | 1   |
| 18  | 2   | 3   | 4   | 5   | 6   | 7   | 8   |
| 19  | 9   | 10  | 11  | 12  | 13  | 14  | 15  |
| 20  | 16  | 17  | 18  | 19  | 20  | 21  | 22  |
| 21  | 23  | 24  | 25  | 26  | 27  | 28  | 29  |
| 22  | 30  | 31  |     |     |     |     |     |

| Juni | Juni | Juni | Juni | Juni | Juni | Juni | Juni |
| Kw   | Mo   | Di   | Mi   | Do   | Fr   | Sa   | So   |
| ---- | ---- | ---- | ---- | ---- | ---- | ---- | ---- |
| 22   |      |      | 1    | 2    | 3    | 4    | 5    |
| 23   | 6    | 7    | 8    | 9    | 10   | 11   | 12   |
| 24   | 13   | 14   | 15   | 16   | 17   | 18   | 19   |
| 25   | 20   | 21   | 22   | 23   | 24   | 25   | 26   |
| 26   | 27   | 28   | 29   | 30   |      |      |      |

| Juli | Juli | Juli | Juli | Juli | Juli | Juli | Juli |
| Kw   | Mo   | Di   | Mi   | Do   | Fr   | Sa   | So   |
| ---- | ---- | ---- | ---- | ---- | ---- | ---- | ---- |
| 26   |      |      |      |      | 1    | 2    | 3    |
| 27   | 4    | 5    | 6    | 7    | 8    | 9    | 10   |
| 28   | 11   | 12   | 13   | 14   | 15   | 16   | 17   |
| 29   | 18   | 19   | 20   | 21   | 22   | 23   | 24   |
| 30   | 25   | 26   | 27   | 28   | 29   | 30   | 31   |

| August | August | August | August | August | August | August | August |
| Kw     | Mo     | Di     | Mi     | Do     | Fr     | Sa     | So     |
| ------ | ------ | ------ | ------ | ------ | ------ | ------ | ------ |
| 31     | 1      | 2      | 3      | 4      | 5      | 6      | 7      |
| 32     | 8      | 9      | 10     | 11     | 12     | 13     | 14     |
| 33     | 15     | 16     | 17     | 18     | 19     | 20     | 21     |
| 34     | 22     | 23     | 24     | 25     | 26     | 27     | 28     |
| 35     | 29     | 30     | 31     |        |        |        |        |

| September | September | September | September | September | September | September | September |
| Kw        | Mo        | Di        | Mi        | Do        | Fr        | Sa        | So        |
| --------- | --------- | --------- | --------- | --------- | --------- | --------- | --------- |
| 35        |           |           |           | 1         | 2         | 3         | 4         |
| 36        | 5         | 6         | 7         | 8         | 9         | 10        | 11        |
| 37        | 12        | 13        | 14        | 15        | 16        | 17        | 18        |
| 38        | 19        | 20        | 21        | 22        | 23        | 24        | 25        |
| 39        | 26        | 27        | 28        | 29        | 30        |           |           |

| Oktober | Oktober | Oktober | Oktober | Oktober | Oktober | Oktober | Oktober |
| Kw      | Mo      | Di      | Mi      | Do      | Fr      | Sa      | So      |
| ------- | ------- | ------- | ------- | ------- | ------- | ------- | ------- |
| 39      |         |         |         |         |         | 1       | 2       |
| 40      | 3       | 4       | 5       | 6       | 7       | 8       | 9       |
| 41      | 10      | 11      | 12      | 13      | 14      | 15      | 16      |
| 42      | 17      | 18      | 19      | 20      | 21      | 22      | 23      |
| 43      | 24      | 25      | 26      | 27      | 28      | 29      | 30      |
| 44      | 31      |         |         |         |         |         |         |

| November | November | November | November | November | November | November | November |
| Kw       | Mo       | Di       | Mi       | Do       | Fr       | Sa       | So       |
| -------- | -------- | -------- | -------- | -------- | -------- | -------- | -------- |
| 44       |          | 1        | 2        | 3        | 4        | 5        | 6        |
| 45       | 7        | 8        | 9        | 10       | 11       | 12       | 13       |
| 46       | 14       | 15       | 16       | 17       | 18       | 19       | 20       |
| 47       | 21       | 22       | 23       | 24       | 25       | 26       | 27       |
| 48       | 28       | 29       | 30       |          |          |          |          |

| Dezember | Dezember | Dezember | Dezember | Dezember | Dezember | Dezember | Dezember |
| Kw       | Mo       | Di       | Mi       | Do       | Fr       | Sa       | So       |
| -------- | -------- | -------- | -------- | -------- | -------- | -------- | -------- |
| 48       |          |          |          | 1        | 2        | 3        | 4        |
| 49       | 5        | 6        | 7        | 8        | 9        | 10       | 11       |
| 50       | 12       | 13       | 14       | 15       | 16       | 17       | 18       |
| 51       | 19       | 20       | 21       | 22       | 23       | 24       | 25       |
| 52       | 26       | 27       | 28       | 29       | 30       | 31       |          |

## Ereignisse

### Politik und Weltgeschehen

#### Holländischer Krieg
- Nach der Eroberung von Freiburg wendet sich die französische Armee unter Marschall François de Créquy im Holländischen Krieg nach Rheinfelden. Der dortige Überraschungsangriff Anfang Juli kann von den kaiserlichen Verteidigern unter schweren Verlusten zurückgeschlagen werden.

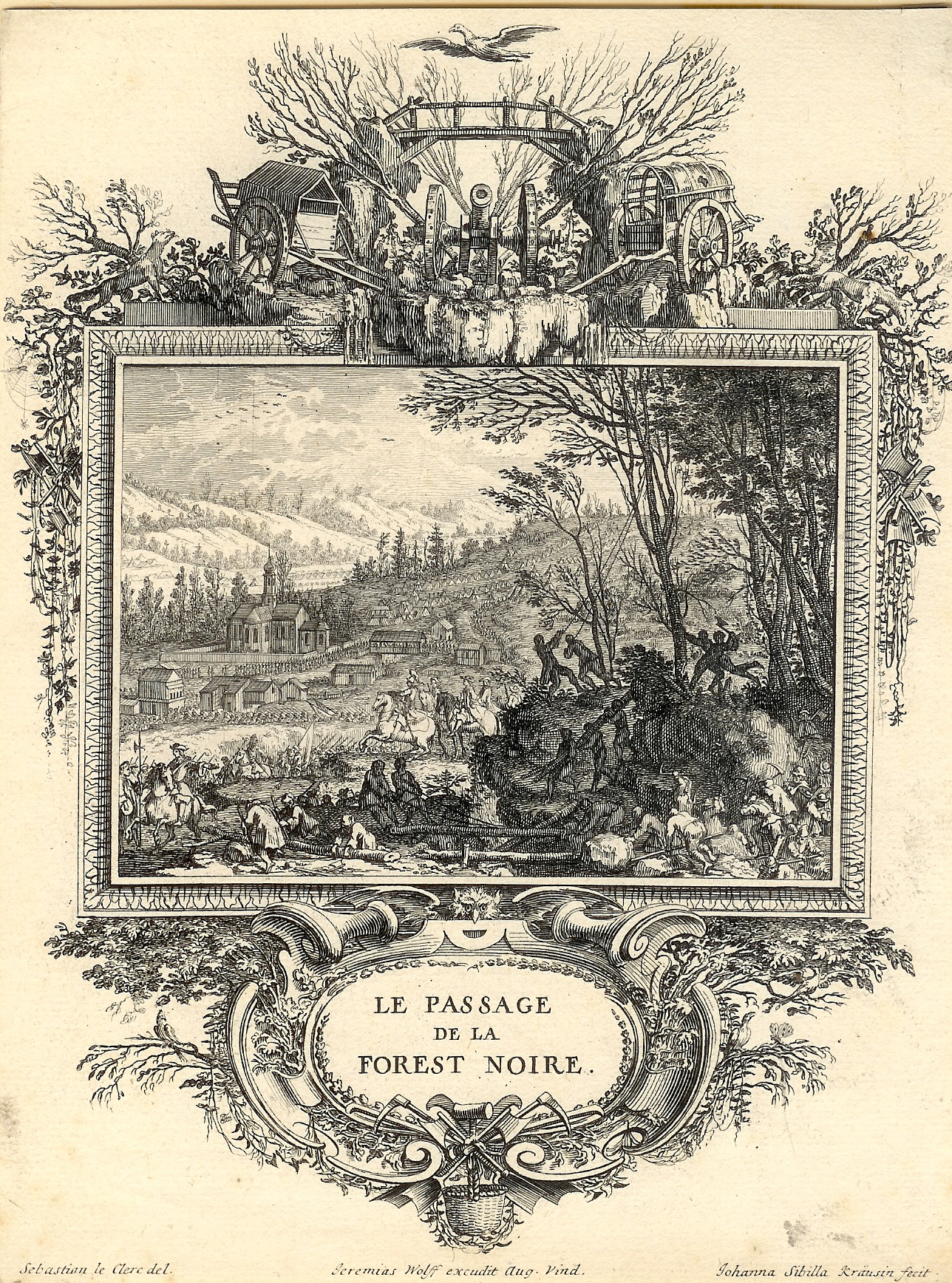
Pioniere vor dem Lager der kaiserlichen Armee in Todtmoos

- Mitte Juli: Übergang der kaiserlichen Armee über den Schwarzwald
- 10. August: Frankreich und die Niederlande schließen den ersten der Friedensverträge von Nimwegen.
- 17. September: Frankreich gelingt in Nijmegen ein weiterer Friedensvertragsschluss. Dieses Mal mit Spanien, das mit anderen Mächten in den Holländischen Krieg verstrickt war. Frankreich erhält Gebietszuwächse, so die Freigrafschaft Burgund.
- 4. Oktober: Französische Truppen brennen den Ort Eschweiler ab. Nur ein Haus bleibt stehen, und die kostbare Lederpietà kann gerettet werden.

#### Nordischer Krieg

Schlachtaufstellung der Schlacht bei Warksow

- 18. Januar: Auf Rügen findet die Schlacht bei Warksow während des Schwedisch-Brandenburgischen Krieges statt. Die Schweden erobern die von den Dänen eingenommene Insel gegen ein dänisch-brandenburgisches Heer zurück. Doch acht Monate später ist in einem neuen Kampf die Gegenseite erfolgreich.

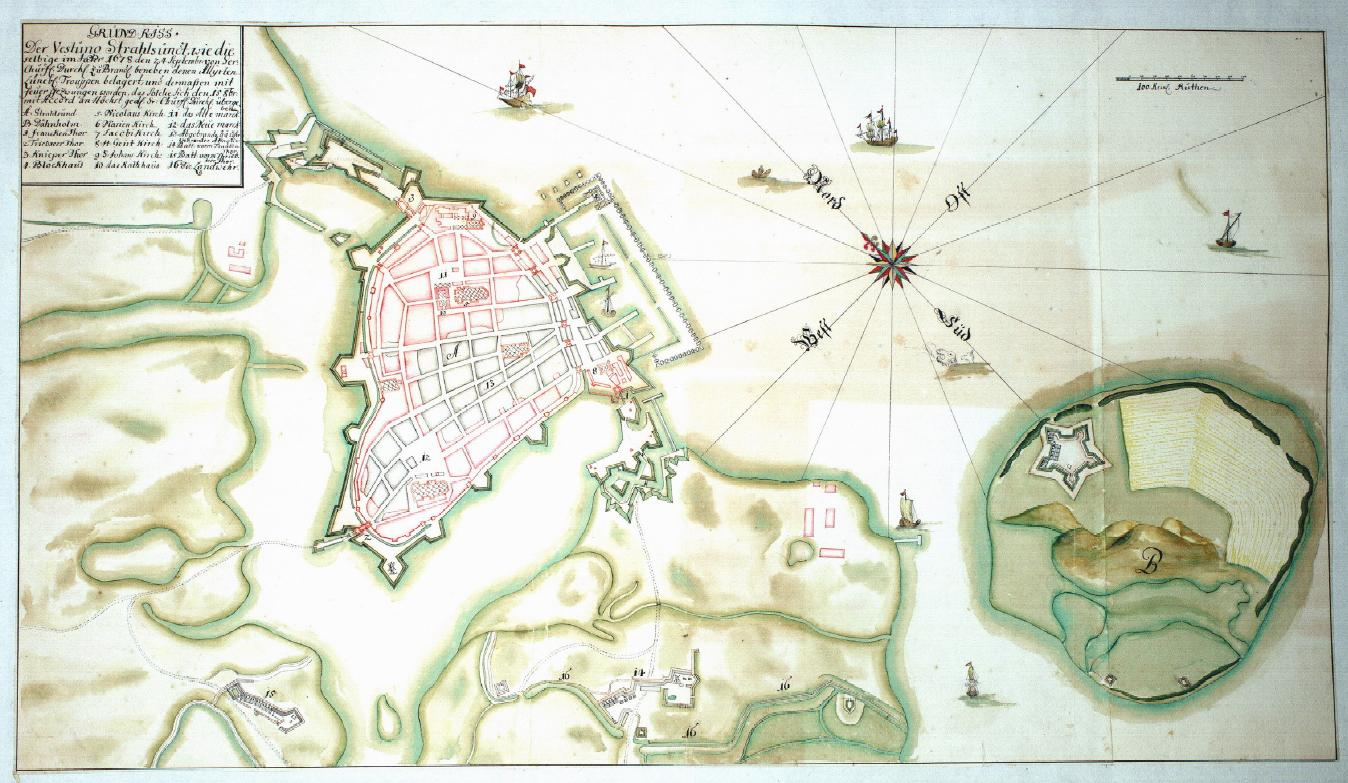
Grundriss der Festung Stralsund zur Zeit der Belagerung

- 10. September bis 5. Oktober: Nach knapp zweimonatiger Belagerung gelingt Brandenburg-Preußen die Eroberung der Festung Stralsund von den Schweden.

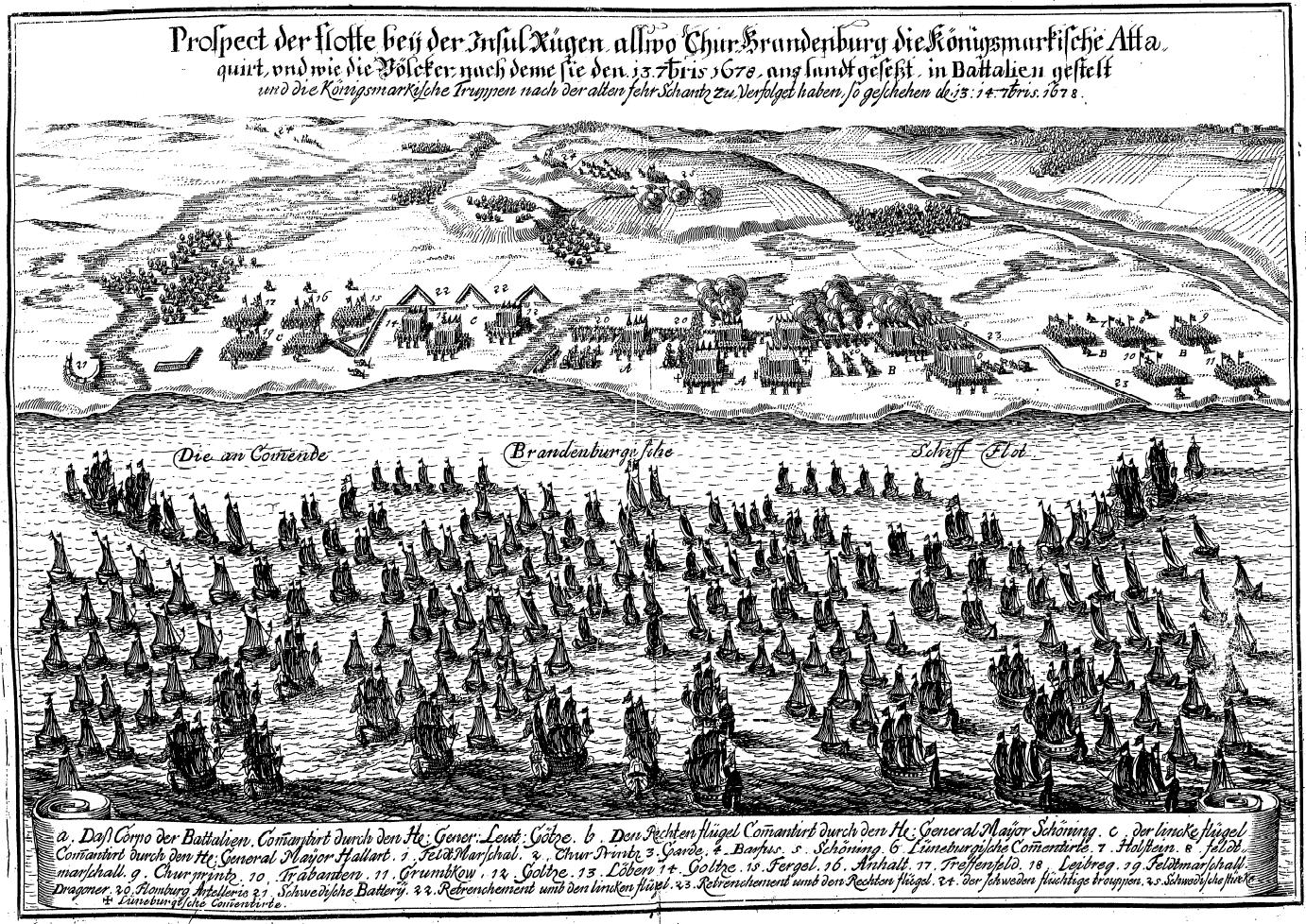
Landungsflotte mit Heer in Schlachtordnung auf Rügen am 13. September

- 12. bis 14. September: Invasion Rügens, Brandenburg-Preußen gelingt gemeinsam mit Dänemark die Einnahme der schwedisch beherrschten Insel Rügen.

#### Weitere Ereignisse in Europa
- 1. Januar: In Turin eröffnet Maria Johanna von Savoyen die von Herzog Karl Emanuel II. lange geplante Ritterakademie Reale Accademia di Savoja, aus der sich die Accademia Militare di Modena entwickelt.
- Der seit 1661 regierende Paderborner Fürstbischof Ferdinand von Fürstenberg wird zum Fürstbischof von Münster gewählt, er regiert die beiden Fürstbistümer bis zu seinem Tod 1683.

### Wirtschaft
- 6. Mai: In Leipzig beschließen 30 Kaufleute die Errichtung eines gemeinsamen Versammlungsgebäudes, der Alten Handelsbörse. Am 30. Mai wird mit dem Bau des Hauses auf dem Naschmarkt begonnen. Der Entwurf des Gebäudes stammt mit großer Wahrscheinlichkeit von Johann Georg Starcke, dem Oberlandbaumeister des Oberbauamtes am Hofes Johann Georg II. in Dresden.
- Der Lübecker Patrizier und spätere Bürgermeister Peter Hinrich Tesdorpf gründet die Weinhandlung Tesdorpf, heute die älteste Weinhandlung Deutschlands.
- Jacob ter Gouw gründet in Amsterdam die erste europäische Zeugdruckerei, die nach indischer Manier buntfarbige Stoffe erzeugt.

### Wissenschaft und Technik
- 25. Juni: Elena Lucrezia Cornaro Piscopia erhält als weltweit erste Frau einen Doktortitel, und dies in Philosophie. Das gewünschte Fach Theologie bleibt ihr von der Universität Padua mit dem Argument verschlossen, eine Frau habe in der Kirche zu schweigen.
- Christiaan Huygens legt der Académie française seine Traité de la lumière vor, in der er die Wellentheorie des Lichts begründet. Das Werk wird erst 1690 publiziert.

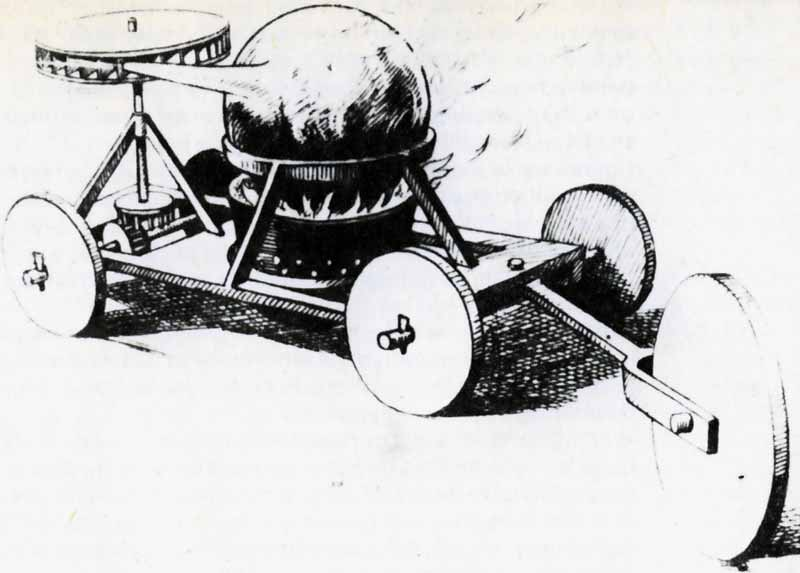
Bild der möglicherweise selbstfahrenden kleinen Dampfmaschine, die Verbiest als seine Konstruktion beschreibt

- Der Jesuitenpater Ferdinand Verbiest baut das vermutlich erste Automobil der Welt am chinesischen Hof. Dabei handelte es sich um einen kleinen, von einem Dampfkessel angetriebenen, selbstfahrenden und lenkbaren Wagen.

#### Literatur

Titelblatt der Erstausgabe des Romans

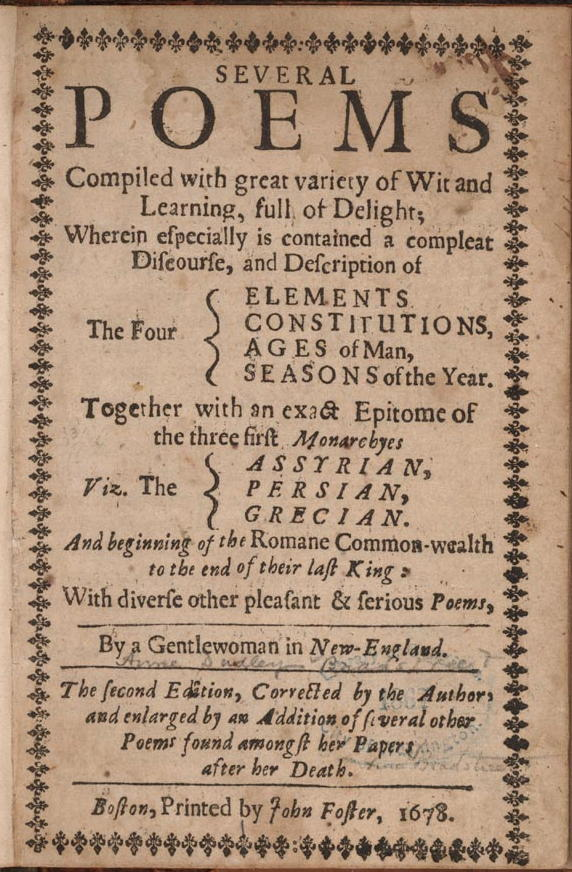
Erstausgabe der Poems

### Kultur

#### Musik und Theater
- 2. Januar: Die Oper am Gänsemarkt in Hamburg wird mit der geistlichen Oper Adam und Eva von Johann Theile eingeweiht. Aus dem ersten und wichtigsten bürgerlich-städtischen Theater im deutschen Sprachraum entwickelt sich später die Hamburgische Staatsoper. Mit der Eröffnung geht der erste Hamburger Theaterstreit einher.

### Religion

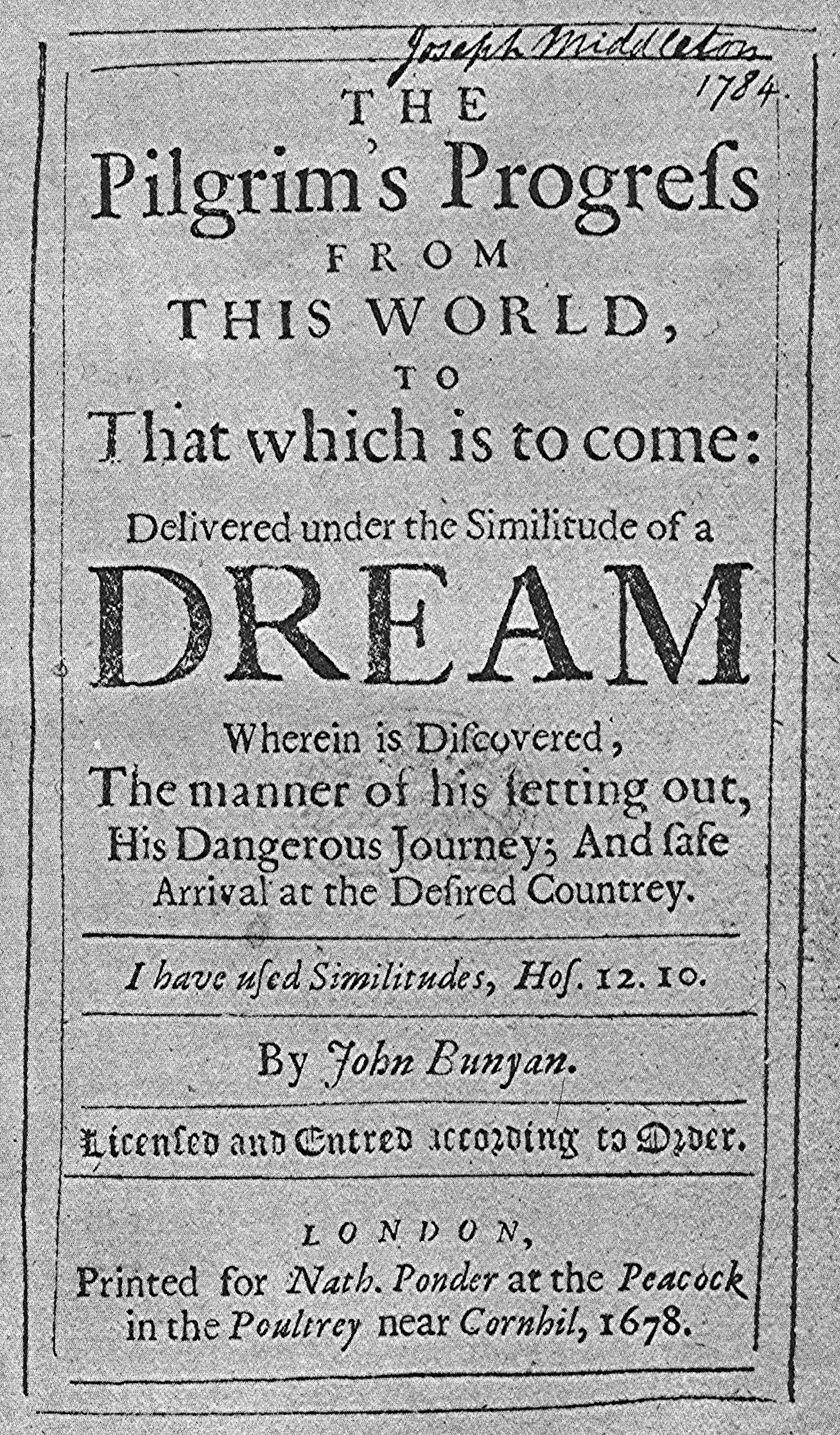
The Pilgrim's Progress, Titelseite der Erstausgabe 1678

- Februar: Der Baptist John Bunyan veröffentlicht die christliche Erbauungsschrift The Pilgrim’s Progress from This World to That Which Is to Come (Pilgerreise zur seligen Ewigkeit).

### Katastrophen
- 24. Dezember: Beim Großbrand in Hardegsen fällt ein Großteil des Stadtkerns einer Feuersbrunst zum Opfer.

### Natur und Umwelt
- 4. März: Schwächeres Erdbeben in Norditalien/Venedig

## Geboren

### Erstes Halbjahr
- 01. Januar: Christoph Papen, deutscher Bildschnitzer und Bildhauer († 1735)
- 15. Februar: Johann Caspar Escher, Schweizer Politiker († 1762)
- 04. März: Antonio Vivaldi, italienischer Komponist († 1741)
- 07. März: Filippo Juvarra, italienischer Architekt, Bühnenbildner und Kupferstecher († 1736)
- 21. März: Marie Elisabeth von Schleswig-Holstein-Gottorf, Äbtissin des reichsunmittelbaren und freiweltlichen Stifts Quedlinburg († 1755)
- 12. April: Michael Kulenkamp, deutscher Jurist († 1743)
- 03. Mai: Georg Friedrich der Jüngere, Markgraf von Brandenburg-Ansbach († 1703)
- 03. Mai: Amaro Pargo, spanischer Korsar des Goldenen Zeitalters († 1747)
- 04. Mai: Pir Nureddin Dscherrahi, Gründer des Dscherrahi-Derwisch-Ordens in Istanbul († 1721)
- 16. Mai: Andreas Silbermann, deutscher Orgelbauer im Elsass († 1734)
- 19. Mai: Francesco Farnese, Herzog von Parma und Piacenza († 1727)
- 29. Mai: Adolf von Dalberg, Fürstabt von Fulda († 1737)
- 06. Juni: Louis-Alexandre de Bourbon, Graf von Toulouse, unehelicher Sohn Ludwigs XIV. († 1737)
- 14. Juni: Ulrik Christian Gyldenløve, dänischer Admiral († 1719)
- 30. Juni: Ferdinand Delamonce, französischer Architekt, Maler und Zeichner († 1753)
- 16. Juli: Sophie Charlotte von Hessen-Kassel, Herzogin zu Mecklenburg († 1749)

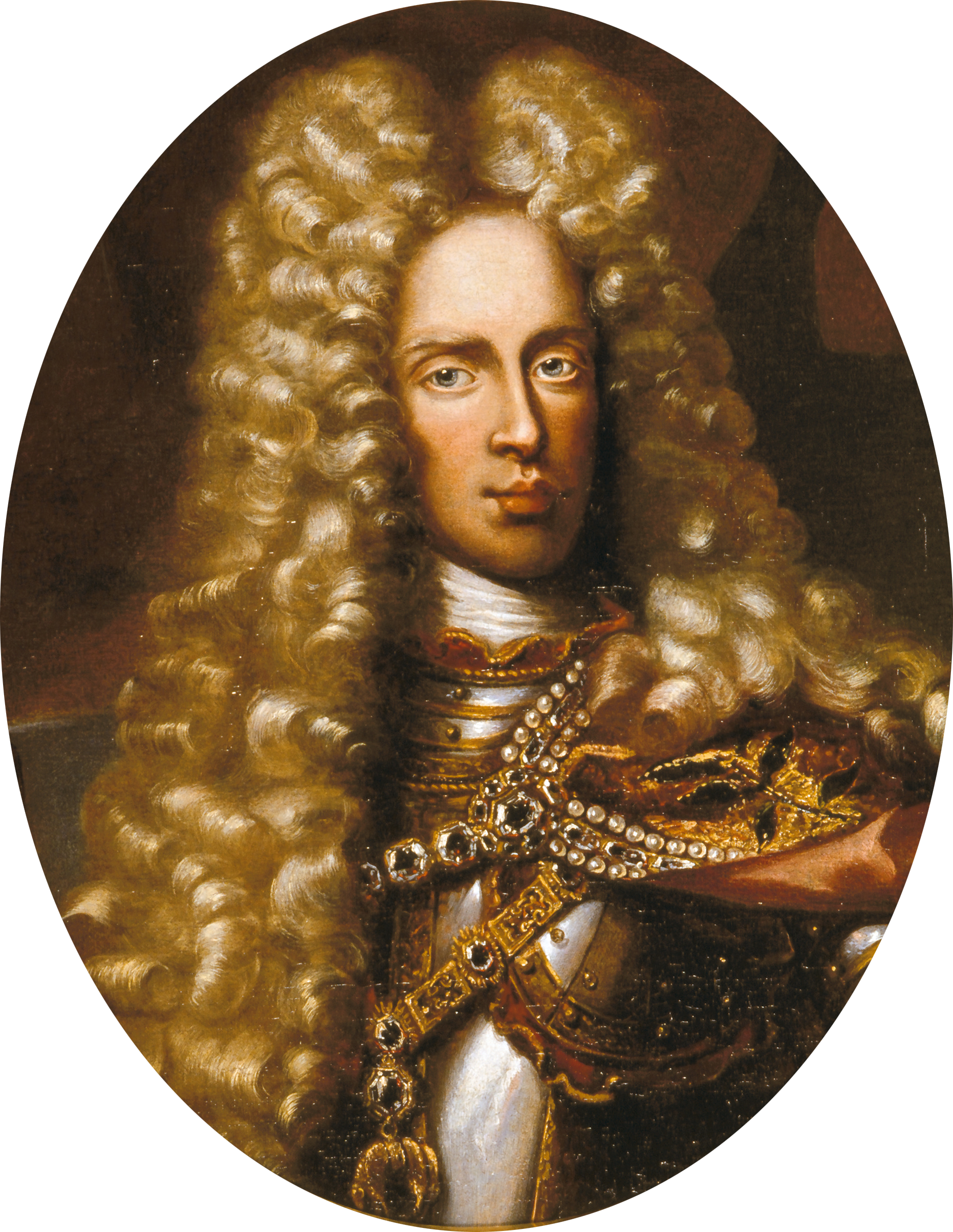
Kaiser Joseph I., (um 1700)

### Zweites Halbjahr
- 26. Juli: Joseph I., Kaiser des Heiligen Römischen Reiches († 1711)
- 01. August: Johann Friedrich Henckel, deutscher Arzt, Mineraloge, Metallurg und Chemiker († 1744)
- 10. August: Heinrich Nicolaus Trebs, Hoforgelbauer des Herzogtums Sachsen-Weimar († 1748)
- 11. August: Benedikt Wilhelm von Ahlefeldt, Herr auf Gut Kaden, Major und Landrat († 1748)
- 13. August: Günther XLIII., Fürst von Schwarzburg-Sondershausen († 1740)
- 16. September: Henry St. John, 1. Viscount Bolingbroke, britischer Politiker und Philosoph († 1751)
- 29. September: Adrien-Maurice de Noailles, Marschall von Frankreich († 1766)
- 04. Oktober: Friedrich Wilhelm von Grumbkow, preußischer Generalfeldmarschall und Staatsmann († 1739)
- 22. Oktober: Johann Philipp Harrach, österreichischer Feldmarschall und Hofkriegsratspräsident († 1764)
- 30. Oktober: Peter von Lacy, russischer Generalfeldmarschall († 1751)
- 11. November: Benedikt von Ahlefeldt, Gutsherr der holsteinischen Güter Jersbek und Stegen († 1757)
- 16. November: Georg Wilhelm, Markgraf des fränkischen Fürstentums Bayreuth († 1726)
- 26. November: Karl Leopold, Herzog zu Mecklenburg-Schwerin († 1747)
- 02. Dezember: Nicolaus Samuelis Cruquius, niederländischer Wasserbauingenieur und Kartograf († 1754)
- 13. Dezember: Yongzheng, chinesischer Kaiser der Qing-Dynastie († 1735)
- 14. Dezember: Daniel Neal, englischer reformierter Geistlicher und Kirchenhistoriker († 1743)
- 30. Dezember: William Croft, britischer Organist und Komponist († 1727)

### Genaues Geburtsdatum unbekannt
- vor dem 16. Oktober: Anna Waser, Schweizer Malerin († 1714)

### Geboren um 1678
- James Anderson, schottischer Prediger († 1739)

## Gestorben

### Januar bis August

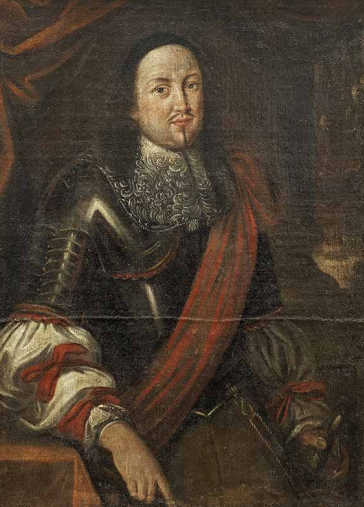
Ferrante III. Gonzaga

- 11. Januar: Ferrante III. Gonzaga, Herzog von Guastalla (* 1618)
- 23. Januar: Wilhelm von Curti, englischer Diplomat (* 1598)
- 25. Januar: Joan Maetsuycker, Generalgouverneur von Niederländisch-Indien (* 1606)

- 01. Februar: Timotheus Ritzsch, deutscher Buchdrucker, Buchhändler und Herausgeber der ersten deutschen Tageszeitung (* 1614)
- 13. Februar: Cosimo Fanzago, neapolitanischer Architekt, Bildhauer und Dekorateur (* 1591)

- 23. März: Cornelis Gerritsz. Decker, niederländischer Maler (* um 1620)
- 29. März: Pierre Daret, französischer Maler und Kupferstecher (* um 1604)
- 22. April: Sebastiano Mazzoni, italienischer Maler (* 1611)
- 24. April: Ludwig VI., Landgraf von Hessen-Darmstadt (* 1630)

- 03. Mai: Bernhard, Herzog von Sachsen-Jena (* 1638)
- 04. Mai: Anna Maria von Schürmann, niederländisch-deutsche Universalgelehrte (* 1607)
- 28. Mai: Daniel Herz, deutsch-österreichischer Orgelbauer (* 1618)
- 04. Juni: Catherine Charlotte de Gramont, Fürstin von Monaco (* 1639)

- 02. Juli: Christoph Schlegel, deutscher lutherischer Theologe (* 1613)
- 12. Juli: Antoine III. de Gramont, französischer Militär und Diplomat (* 1604)
- 29. Juli: Andrzej Wiszowaty, polnischer unitarischer Philosoph und Theologe (* 1608)

- 02. August: Nicolaus Jarre, Hamburger Bürgermeister und Jurist (* 1603)
- 16. August: Andrew Marvell, englischer Dichter (* 1621)
- 31. August: Ludwig VII., Landgraf von Hessen-Darmstadt (* 1658)

### September bis Dezember
- 01. September: Jan Brueghel der Jüngere, niederländischer Maler (* 1601)
- 08. September: Pietro della Vecchia, italienischer Maler (* 1602 oder 1603)
- 19. September: Christoph Bernhard von Galen, Fürstbischof von Münster (* 1606)
- 20. September: Antonio Masini, italienischer Kapellmeister (* 1639)
- 28. September: Maurizio Cazzati, italienischer Komponist (* 1616)

- 12. Oktober: Pieter Codde, niederländischer Maler (* 1599)
- 15. Oktober: Abraham Heidanus, deutscher reformierter Theologe (* 1597)
- 18. Oktober: Jacob Jordaens, flämischer Maler  (* 1593)
- 19. Oktober: Samuel van Hoogstraten, niederländischer Maler (* 1627)
- 28. Oktober: Hans Georg Werdmüller, Schweizer Militäringenieur (* 1616)

- 01. November: Jakob Allet, Schweizer Politiker und Offizier (* um 1600)
- 01. November: William Coddington, englischer Jurist und Politiker (* um 1601)
- 06. November: Giovan Battista Nani, venezianischer Diplomat, Prokurator und Historiker (* 1616)
- 07. November: Erasmus Quellinus II., flämischer Maler und Kupferstecher (* 1607)
- 12. November: Hermann Löher, Bürgermeister, Stadtrat und Schöffe in Rheinbach, Verfasser einer Schrift gegen die Hexenverfolgung (* 1595)
- 18. November: Giovanni Maria Bononcini, italienischer Violinist und Komponist (* 1642)
- 28. November: Johann Ludwig Faber, deutscher Kirchenlieddichter (* 1635)
- 30. November: Andries de Graeff, Regent und Bürgermeister von Amsterdam  (* 1611)

- 06. Dezember: Damian Hartard von der Leyen, Erzbischof und Kurfürst von Mainz, Fürstbischof von Worms (* 1624)
- 09. Dezember: Robert Nanteuil, französischer Kupferstecher und Pastellzeichner (* um 1623)
- 09. Dezember: Jürgen Ovens, deutscher Maler (* 1623)

### Genaues Todesdatum unbekannt
- Christian Förner, deutscher Orgelbauer (* 1609)